# UK funky
Sous-genres
Funkstep
Genres associés
2-step garage
Le UK funky (parfois appelé UKF ou funky) est un genre de musique électronique originaire du Royaume-Uni qui est fortement influencé par la house soul, la soca, la tribal house, le broken beat, le grime et le UK garage. En règle générale, le UK funky mélange des rythmes, des boucles de basse et des synthés avec des percussions africaines et latines dans le rythme du dembow ainsi que des voix de style R&B contemporain.

## Caractéristiques
Le UK funky utilise des tempos d'environ 130 BPM. Les motifs de batterie varient entre les pistes, utilisant soit un rythme en 4/4, soit un rythme syncopé. Les modèles de batterie comprennent généralement également des percussions jouant des rythmes d'inspiration africaine. L'instrumentation varie considérablement, mais les boîtes à rythmes et les synthétiseurs sont courants. Il y a des similitudes avec le garage dans les styles rythmiques, musicaux et vocaux. Le UK funky est fortement influencé par les sous-genres de la house que sont la tribal house, la soulful house et la bassline. Des genres similaires incluent également l'Afrobeats, le broken beat, l'electro et le garage[réf. nécessaire].

## Histoire
Des producteurs américains de house tels que Masters at Work, Karizma (avec Twyst this), Quentin Harris et Dennis Ferrer (avec un remix de The Cure and the Cause de Fish Go Deep et avec Hey Hey) ont eu une influence sur le UK funky.
Les succès de ce genre incluent les chansons de Crazy Cousinz Do You Mind?, Bongo Jam et The Funky Anthem, et celle de Fuzzy Logik en collaboration avec Egypt intitulée In the Morning. Des chansons populaires du genre ont également lancé des dance fads, telles que Heads Shoulders Knees and Toes, The Tribal Man Skank et The Migraine Skank[réf. nécessaire].  D'autres artistes notables incluent Apple, Marcus Nasty, Tribal Magz, Donae'o, KIG, Roska, Champion, Ill Blu, Lil 'Silva et Funkystepz[réf. nécessaire].  Parmi les DJ et MC qui ont joué un rôle dans la popularité du UK funky, on peut aussi inclure DJ Pioneer, Supa D, MA1, Cameo, NG, MC Kaos Spidey G, Coldstepz et Dogtaniaun & Versatile[réf. nécessaire].
Are You Gonna Bang Doe? de Funky Dee, enregistré en 2009, connait un succès grand public et a été signé chez Universal Music Group. Il est samplé par Ed Sheeran dans son freestyle viral en 2010 aux côtés de Example, le Nando's Skank et est ensuite samplé par Sun Bingo en 2018 pour leur campagne publicitaire Are You Gonna Bingo? campagne publicitaire. La piste est décrite par Tim Westwood comme « la bande originale de l'été » qui « a remplacé » Too Many Man de [Boy Better Know] "dans les clubs" et par Trench Magazine comme « l'hymne d'Ayia Napa ». Les critiques incluaient Sam Diss de Vice, qui le considérait comme l'une des nombreuses pistes « qui pratiquement confirmaient que [le UK funky] deviendrait bientôt la bande originale de la nouveauté de chaque mauvaise semaine de fraîcheur dans le pays, conduisant finalement à sa disparition », et Marcus Nasty, qui affirme avoir contribué à ce que le genre devienne « la musique des enfants ».
La chanteuse populaire Katy B a fait un duo avec Ms. Dynamite sur un morceau intitulé Lights on. Il atteint la quatrième place du UK Singles Chart et est la première chanson UK funky à figurer dans les charts au Royaume-Uni[réf. nécessaire].